# Urška Pribošič
Urška Pribošič (* 26. Juli 1990 in Jesenice) ist eine slowenische Snowboarderin. Sie startet in den  Freestyledisziplinen.

## Werdegang
Pribošič nahm von 2006 bis 2010 am FIS-Europacuprennen teil. Dabei gewann sie drei Rennen und beendete die Saison 2006/07 auf den zweiten Platz in der Big Air Wertung. Seit 2010 tritt bei Wettbewerben der Ticket to Ride World Snowboard Tour an. Dabei holte sie im Februar 2010 im Slopestyle bei den Skullcandy Sista Sessions in Mayrhofen und beim Rogla Showdown in Rogla ihre ersten Siege. Bei den Snowboard-Juniorenweltmeisterschaften 2010 in Cardrona gewann sie im Slopestyle und im Big Air die Silbermedaille. In der Saison 2010/11 belegte sie im Railjam beim Rip Curl Sista Sessions in Mayrhofen den zweiten Platz und den ersten Rang im Slopestyle beim Catfight in Levi. Bei den Snowboard-Weltmeisterschaften 2012 in Oslo kam sie auf den zehnten Platz im Slopestyle. Ihr erstes FIS-Weltcuprennen fuhr sie im Februar 2012 in Stoneham, welches sie auf den neunten Rang im Slopestyle beendete. Im November 2012 errang sie im Slopestyle beim O’Neill Pleasure Jam in Schladming den dritten Platz. Bei den Snowboard-Weltmeisterschaften 2015 am Kreischberg kam sie auf den sechsten Platz im Big Air-Wettbewerb. Bei den Pamporovo Freestyle Open in Pamporowo im März 2015 belegte sie den zweiten Platz im Slopestyle. Im März 2017 gelang ihr bei den Snowboard-Weltmeisterschaften in Sierra Nevada der 32. Platz im Big Air. In den folgenden Jahren errang sie bei den Snowboard-Weltmeisterschaften 2019 in Park City den 18. Platz im Slopestyle und bei den Olympischen Winterspielen 2022 in Peking den 24. Platz im Slopestyle sowie den 18. Platz im Big Air.